# نمایشگاه‌های ملی صنعتی
نمایشگاه‌های ملی صنعتی (به ژاپنی: 内国勧業博覧会, Naikoku Kangyō Hakurankai)، مجموعه‌ای متشکل از پنج نمایشگاه در دوره میجی ژاپن، بین سال‌های ۱۸۷۷ و ۱۹۰۳، سه نمایشگاه اول در توکیو، چهارمین در کیوتو، آخرین در اوساکا بودند.